# فرودگاه ویندو راک
فرودگاه ویندو راک  (به انگلیسی: Window Rock Airport)  یک فرودگاه همگانی باربری  است که یک باند فرود آسفالت دارد و طول باند آن ۲۱۳۴ متر است. این فرودگاه در  کشور ایالات متحده آمریکا قرار دارد و در ارتفاع ۲۰۵۵ متری از سطح دریا واقع شده است.